# Mangrove Lake
Mangrove Lake är en sjö i Bermuda (Storbritannien). Den ligger i den östra delen av landet, 8 km öster om huvudstaden Hamilton. Mangrove Lake ligger 6 meter över havet.